# Tirimujgan Kadin
Gülnihal Tirimüjgan Kadın (turco ottomano: تیرمژکان قادین, lett. "piccola rosa" e "ciglia guizzanti"; Circassia, 16 ottobre 1819 – Istanbul, 3 ottobre 1852) è stata una consorte del sultano ottomano Abdülmecid I e madre di Abdülhamid II.

## Origini
Tirimüjgan nacque il 16 ottobre 1819 in Circassia, nella tribù Sciapsughi. Suo padre si chiamava Bekhan Bey e sua madre Almaş Hanım. Era di origini non nobili, ma comunque rispettabili, tuttavia, secondo la nipote Ayşe Sultan, figlia di suo figlio, i nemici di Abdülhamid II misero in giro la voce secondo cui era invece la figlia illegittima di un musicista ambulante armeno di nome Çandır (nell'Impero ottomano del XIX secolo, l'etnia armena era discriminata e vittima di pregiudizi e maldicenze).
Venne portata a Istanbul da bambina da Rıza Pasha, ed educata nella casa di Esma Sultan, figlia di Abdülhamid I, che le diede il nome Gülnihal. Non avendo nobili origini, lavorò come serva a palazzo fin quando Abdülmecid I la notò e la prese come consorte, ribattezzandola Tirimüjgan.
La nipote Ayşe Sultan la descrisse come una donna di notevole bellezza e nota per i suoi modi raffinati e gentili. Era snella e sottile di vita, con mani e piedi ben formati, carnagione bianca delicata, occhi verdi e lunghi capelli castano chiaro. Inoltre, si dilettava nella poesia, anche se non aveva particolare talento. 

## Consorte imperiale
Nel 1840 il sultano ottomano Abdülmecid I la prese come consorte, con il titolo di "Terza Kadın".
Tirimüjgan diede al consorte due figli e una figlia, ma solo uno, Abdülhamid II, sopravvisse, e, in seguito, chiamò uno dei suoi figli e una delle sue figlie come i suoi fratelli defunti.
Abdülhamid era molto devoto a sua madre, che lo amava dal profondo. Quando Tirimüjgan si ammalò, suo figlio si recava ogni giorno a farle visita al Palazzo di Beylerbeyi dal Palazzo di Dolmabahçe.

## Morte
Tirimüjgan Kadın morì il 3 ottobre 1852 a Palazzo Feriye, dove era stata trasferita quando si aggravò. Venne sepolta nella Yeni Cami.
Essendo morta prima della salita al trono del figlio, non fu mai Valide Sultan.
In punto di morte, affidò il figlio alla consorte a cui era più vicina, Rahime Perestu Kadin, che non aveva figli suoi e aveva già adottato Cemile Sultan. Inoltre, lo raccomandò anche alla sua dama più fedele, Nergisnihal Hanim, che era stata governante dei suoi figli, e che rimase a servizio di Abdülhamid fino alla morte. 

## Discendenza
Da Abdülmecid I, Tirimüjgan Kadın ebbe una figlia e due figli:
- Naime Sultan (11 ottobre 1840 - 1 maggio 1843). Nata a Palazzo Topkapi, sepolta nel mausoleo Mustafa III. Suo fratello nominò una delle sue figlie in suo onore.
- Abdülhamid II (21 settembre 1842 - 10 febbraio 1918). Dopo la morte di sua madre venne adottato da Rahime Perestu Kadin. 34º Sultano dell'Impero ottomano.
- Şehzade Mehmed Abid (22 aprile 1848 - 7 maggio 1848). Nato al Palazzo di Çırağan, sepolto nella Yeni Cami. Suo fratello nominò uno dei suoi figli in suo onore.

## Cultura popolare
- Tirimüjgan è un personaggio del romanzo storico del 2009 di Hıfzı Topuz, Abdülmecit: İmparatorluk Çökerken Sarayda 22 Yıl: Roman[15].